# Yekaterina Lébedeva-Górskaya
Yekaterina Lébedeva-Górskaya –en ruso, Екатерина Лебедева-Горская– (29 de enero de 1971) es una deportista soviética que compitió en esgrima, especialista en la modalidad de espada. Ganó una medalla de bronce en el Campeonato Mundial de Esgrima de 1991, en la prueba por equipos.

## Palmarés internacional
| Campeonato Mundial | Campeonato Mundial | Campeonato Mundial | Campeonato Mundial |
| Año                | Lugar              | Medalla            | Prueba             |
| ------------------ | ------------------ | ------------------ | ------------------ |
| 1991               | Budapest (Hungría) | Medalla de bronce  | Espada por equipos |